# Expedice Lambaréné

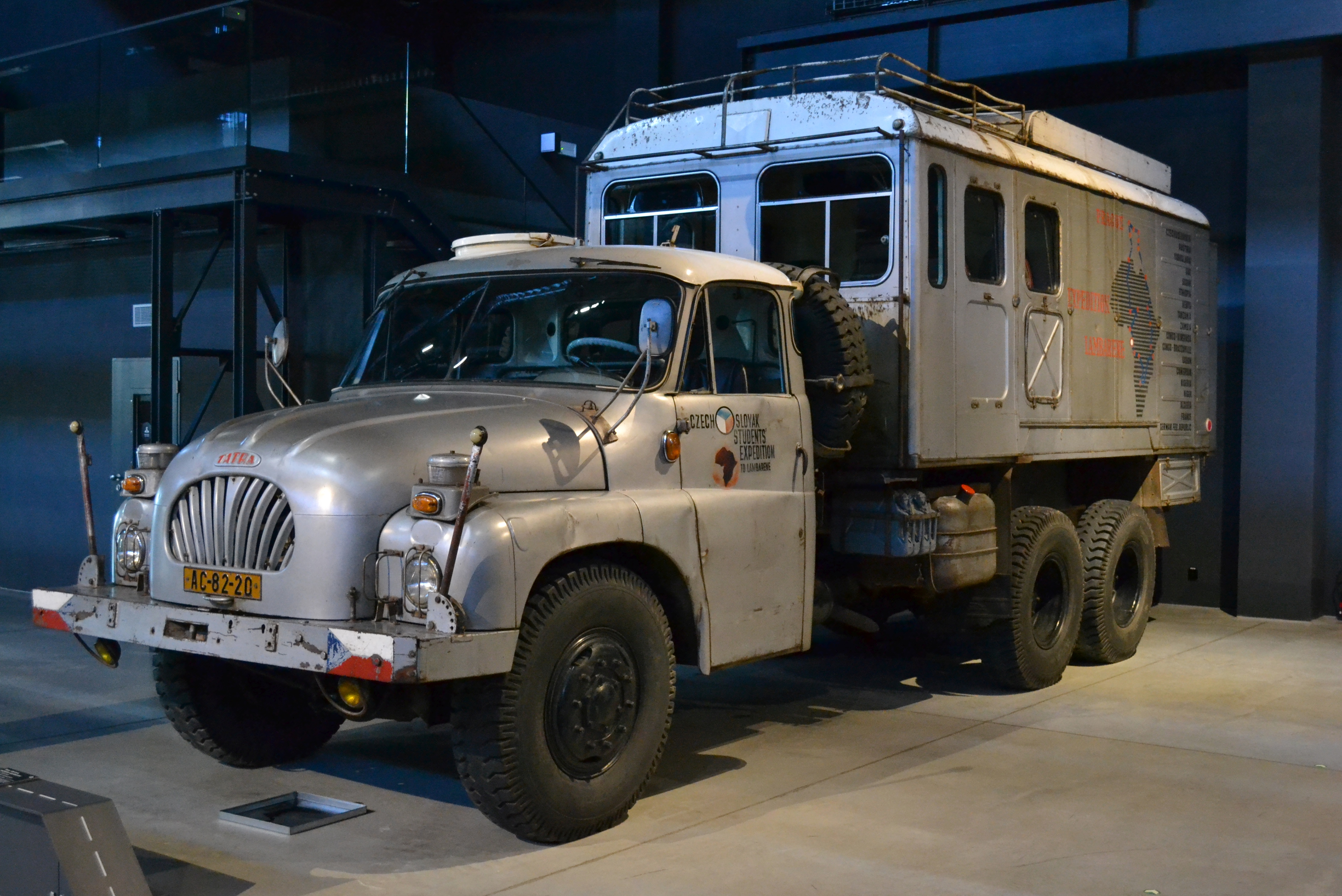
Vůz expedice v Muzeu nákladních automobilů Tatra

Mapa expedice

Expedice Lambaréné byla studentská expedice do nemocnice Alberta Schweitzera v gabonském Lambaréné, kam vezla zásilku léků. Iniciátory expedice byli Petr Bárta a Petr Bartůněk. Výprava odstartovala 1. ledna 1968 v 10:23 h z pražského Staroměstského náměstí a zpět do Prahy se vrátila 13. září téhož roku. Celkem trvala 257 dní a expediční Tatra 138 6x6 VN při ní najela více než 35 000 km. Hlavním sponzorem výpravy bylo ministerstvo těžkého průmyslu. Náklady na provoz vozu v Africe kryl podnik zahraničního obchodu Motokov. Tatra se stala majetkem rektorátu Univerzity Karlovy. Osmnáctidílný dokumentární seriál, který během cesty natočil Jiří Stöhr, vydal v roce 2009 Filmexport na DVD.

## Složení expedice
- Petr Bartůněk – organizátor, vedoucí a lékař expedice
- Miloslav Topinka – psycholog výpravy
- Josef Vavroušek – navigátor a mechanik
- Luboš Kropáček – překladatel a tlumočník
- Jiří Plaček – hlavní řidič a mechanik
- Klement Kunz – šéfkuchař, zásobovatel
- Jiří Stöhr – kameraman a fotograf
- Petr Bárta – novinář, zpravodaj[1]

## Cíl expedice
Cílem expedice bylo dovézt do nemocnice v gabonském Lambaréné, založené Albertem Schweitzerem dar v podobě léků, zdravotnického materiálu a lékařských přístrojů. Po občanské válce v roce 1960 se tato nemocnice dostala do vážných potíží.
Cestu účastníci výpravy předem konzultovali mimo jiné s cestovatelem Františkem Alexanderem Elstnerem. Na začátku výpravy navštívili hrob Emila Holuba na vídeňském centrální hřbitově. Šest z nich 30. března 1968 vystoupilo v Tanzanii na horu Kilimandžáro.

## Vozidlo
Speciálně upravený nákladní vůz Tatra 138 6x6 VN – Lambaréné poskytla Tatra Kopřivnice, v podniku byla upravena a na upravený sériový podvozek Tatry 138 nainstalována skříňová nástavba, vyrobená původně v polovině 60. let 20. století v Karose Vysoké Mýto jako prototyp nástavby pro dílenské nebo cestovní a obytné použití na nákladních vozech Tatra, případně LIAZ/ŠKODA v tehdejší armádě ČSLA i v civilní sféře. Při návrhu se počítalo i s exportem. Nástavba se ale vinou neschválení státními orgány nikdy nedostala do sériové výroby. Jediný vyrobený kus měl být po sérii zkoušek sešrotován, nakonec mu mělo být umožněno "dožití" v podobě pevně usazené údržbářské dílny Vojenské katedry v areálu Univerzity Karlovy. Odtud si ho za podpory rektorátu doslova vyžebrali organizátoři Expedice Lambaréné. V některých pramenech je mylně uváděno, že byla použita skříň z Pragy V3S, ale nástavba pro Lambaréné se výrazně liší – například vstupními dveřmi na pravém boku nástavby nebo velkými okny v přední části na bocích skříně i na jejím čele nad vlastní kabinou řidiče T-138. Má zlepšenou tepelnou izolaci ve stěnách (kvůli uvažovanému exportu do chladných nebo naopak horkých podnebních oblastí), zdvojená okna s determální úpravou – opět kvůli klimatické odolnosti a už v té době u ní bylo plánováno se zástavbou nezávislého topení, případně klimatizace = ochlazování interiéru, k instalaci tohoto doplňku ale nedošlo. Tato nástavba je také výrazně širší než skříň z V3S. Úpravy podvozku spočívaly v instalaci většího počtu palivových nádrží, nádrže na vodu, v úpravě elektroinstalace a například ve změně pérování odlehčením hlavních listových per a v odebrání vnitřních kol z původních zadních dvojmontáží – úprava měla zlepšit průchodnost v písku při plánovaném přejezdu Sahary nebo v bahnité džungli tropických pralesů střední Afriky, protože se nepočítalo s využitím plné celkové hmotnosti originální Tatry 138. Protože ale na nápravách zůstaly původní brzdové bubny a k nim byly namontovány jen "vnější" disky z původních dvojmontáží, vozidlo vypadá pro neznalou osobu "očesaně" – je to mylný dojem, auto takto skutečně absolvovalo celou africkou anabázi. Za vozem byl kvůli nutnosti vézt kromě 3 osob v kabině řidiče a 5 osob v nástavbě ještě další velký objem materiálu prakticky celou cestu připojen vlek o ložné hmotnosti 1,5 tuny. Vozidlo je dodnes vystaveno v Muzeu nákladních automobilů Tatra v Kopřivnici. Účastníci výpravy ho nazývali "Drobeček".

## Trasa expedice
Praha – Rijeka – Káhira – Asuán – Chartúm – Addis Abeba – Nairobi – Kilimandžáro – Dar es Salaam – Lusaka – Livingstone – Lusaka – Kinshasa – Brazzaville – Pointe-Noire – Libreville – Douala – Lagos – In-Salah – Alžír – Marseille – Paříž – Mnichov – Praha
Expedice nedosáhla cíle své cesty, protože nebyla rozhodnutím místní vlády vpuštěna na území Gabonu. Část humanitární pomoci museli účastníci výpravy předat zástupcům nemocnice, k nimž patřila dcera Alberta Schweitzera, v gabonském přístavu Libreville na palubě francouzské lodi Generál Mangin, která výpravu převážela z Konga do Nigérie. Přesvědčili se, že zdravotnický materiál, který předem odeslali jinou lodí, je už na místě a slouží v nemocnici svému účelu.
"Až po mnoha letech totiž vyšlo najevo, že příčinou (nevpuštění do Gabunu) bylo zhoršení vztahů mezi Československem a Gabonem poté, co jeden z vůdců nepodařeného puče získal azyl na československé ambasádě v Nairobi, odkud se pod diplomatickým krytím dostal do emigrace. Československá diplomacie, často jako prodloužená ruka Moskvy, v té době hrála v Africe svoji hru, o níž účastníci expedice neměli ani potuchy."

## Expedice Lambaréné ’88
Do Lambaréné dorazila další studentská expedice Lambaréné ’88, vedená medikem Miroslavem Křížem (původem z Jindřichova Hradce), cestující vozem LIAZ. Dalšími členy výpravy byli Martin Čech, Jan Kasal, Miloš Klášterecký, Vratislav Mrázek, Luboš Poušek a novinář Marek Šálek z Mladého světa. Výprava však nekopírovala trasu svých předchůdců před dvaceti lety. Cesta v obou směrech vedla přes Saharu, takže byla o poznání kratší a méně obtížná než u první expedice. 3. února 1989 dojela expedice do cíle a předala v Lambaréné zdravotnický materiál a 13 000 kusů brýlí, dar československých občanů chudým Afričanům.